# Microchelifer
Microchelifer es un género de arácnido del orden Pseudoscorpionida de la familia Cheliferidae.

## Especies
Las especies de este género son:
- Microchelifer acarinatus Beier, 1972
- Microchelifer dentatus Mahnert, 1988
- Microchelifer granulatus Beier, 1954
- Microchelifer lourencoi Heurtault, 1983
- Microchelifer minusculoides (Ellingsen, 1912)
- Microchelifer percarinatus Beier, 1964
- Microchelifer rhodesiacus Beier, 1964
- Microchelifer sadiya Chamberlin, 1949
- Microchelifer vosseleri Beier, 1944